# Away from Here
Away from Here — третій сингл Британського рок-гурту The Enemy з їх дебютного альбому We'll Live and Die in these Towns.
Це був перший сингл гурту, що увійшов до десятки UK Singles Chart і посів там 8 місце. Пісню було написано у 2007 році, після перебування гурту у місті Джерсі, яке надихнуло гурт до написання.

## Список композицій
CD
1. «Away from Here»
2. «Fear Killed the Youth of Our Nation»

7″ — version 1
1. «Away From Here»
2. «Back Like a Heart Attack»

7″ — version 2
1. «Away from Here»
2. «A Message to You Rudy» feat. Neville Staple of The Specials